# شرشبيل
غارغاميل (بالإنجليزية: Gargamel)‏،الذي عُرف مُدبلجاً باللغة العربية باسم (شرشبيل) الشخصية الشريرة في قصص السنافر. هو مشعوذ يعيش مع قطه «هرهور» في قلعة على أطراف الغابة ،و طول شخصية شرشبيل 158سم. هدفه في الحياة الحصول على السنافر، تلك المخلوقات الزرقاء الصغيرة التي تعيش في قرية صغيرة في الغابة. يعتقد شرشبيل أن بإمكانه تحويل السنافر إلى ذهب، كما أنه يرغب في أكلهم للحصول على القوى السحرية. ولا يتوانى عن إعداد المكائد والخطط الشريرة للإيقاع بالسنافر. وقد نجح بأسر بعضهم عدة مرات، إلا أنهم استطاعوا الفرار من براثنه.

## أداء الشخصية
أدى باول وينتشيل صوت شخصية غارغاميل في مسلسل السنافر الذي أنتج في عقد 1980، وأدى هانك آزاريا شخصية غارغاميل في فيلم السنافر الذي أنتج عام 2011 وفي فيلم السنافر 2 الذي أنتج عام 2013، في حين أدى راين ويلسون الصوت في فيلم السنافر: القرية المفقودة الذي أنتج عام 2017.
أما في دوبلاج النسخة العربية، فقد أدى الممثل إسماعيل نعنوع صوت شرشبيل في في نسخة إيمدج برودكشن هاوس العربية لمسلسل «السنافر»)، وأدى الممثل جوزيف نانو صوت شرشبيل في نسخة استديو لبنان والمشرق لمسلسل «السنافر».